# Hanka Mittelstädt
Hanka Mittelstädt (* 28. April 1987 in Prenzlau, DDR) ist eine deutsche Politikerin (SPD). Sie ist seit 2024 Ministerin für Land- und Ernährungswirtschaft, Umwelt und Verbraucherschutz des Landes Brandenburg und seit 2023 Mitglied des Landtages Brandenburg.

## Leben
Mittelstädt legte 2006 das Abitur in ihrer Geburtsstadt Prenzlau ab. Anschließend studierte sie von 2006 bis 2009 Agrarwirtschaft an der Hochschule Neubrandenburg. Sie schloss das Studium mit dem Bachelor of Science ab. Von 2010 bis 2011 studierte sie Agrarökonomie an der Christian-Albrechts-Universität zu Kiel. Sie schloss das Studium mit dem Master of Science ab. Von 2012 bis 2015 war sie als Firmenkundenberaterin für Landwirtschaft bei der Deutschen Kreditbank und dem Bankhaus Rautenschlein tätig. 2015 übernahm sie den elterlichen Landwirtschaftsbetrieb und führt diesen seither. Sie gründete die Ucker-Ei GmbH, die Freiland-Legehennenhaltung und die Vermarktung der Eier betreibt. Zudem ist sie ehrenamtlich seit 2016 Vorstandsmitglied im Brandenburger Landfrauenverband und seit 2017 Vorstandsvorsitzende der Agrarmarketingorganisation Pro Agro.
Mittelstädt ist evangelisch.

## Politik
Mittelstädt ist seit 2019 Mitglied der SPD. Ebenfalls seit 2019 ist sie Mitglied der Gemeindevertretung von Nordwestuckermark und Mitglied des Kreistags des Landkreises Uckermark. Von 2021 bis 2024 ihre Vorsitzende der SPD-Fraktion im Kreistag.
Bei der Landtagswahl in Brandenburg 2019 kandidierte Mittelstädt im Landtagswahlkreis Uckermark I und auf Platz 20 der Landesliste ihrer Partei, verfehlte jedoch zunächst den Einzug in den Landtag. Am 22. März 2023 rückte sie für Inka Gossmann-Reetz in den Landtag nach. Sie war bis zur Landtagswahl am 22. September Mitglied des Fachausschusses Infrastruktur und Landesplanung und Mitglied im Petitionsausschuss. Bei der Landtagswahl in Brandenburg 2024 konnte sie ihr Wahlergebnis deutlich verbessern, verpasste allerdings das Direktmandat. Sie zog über Platz 12 der SPD-Landesliste erneut in den Landtag ein.   
Am 13. Dezember 2024 wurde Mittelstädt zur Ministerin für Land- und Ernährungswirtschaft, Umwelt und Verbraucherschutz des Landes Brandenburg im Kabinett Woidke IV ernannt. Ihre Ernennung erfolgte zwei Tage nach Bildung des Kabinetts am 11. Dezember 2024, da Mittelstädt zum Zeitpunkt der Regierungsbildung notariell noch Geschäftsführerin der Ucker-Ei GmbH war.  